# Chrosioderma roaloha
Chrosioderma roaloha är en spindelart som beskrevs av Silva 2005. Chrosioderma roaloha ingår i släktet Chrosioderma och familjen jättekrabbspindlar.
Artens utbredningsområde är Madagaskar. Inga underarter finns listade i Catalogue of Life.